# Passo dello Stelvio
Il Passo dello Stelvio (Stilfser Joch in tedesco, 2758 m s.l.m.) è un valico alpino delle Alpi Retiche, nonché il più alto valico automobilistico d'Italia, davanti al colle dell'Agnello, e il secondo d'Europa dietro al colle dell'Iseran.
Situato fra Trentino-Alto Adige e Lombardia, all'interno delle Alpi dell'Ortles (gruppo Ortles-Cevedale) e del parco nazionale dello Stelvio, vicino a importanti massicci come Ortles, Umbrail, monte Livrio e monte Scorluzzo, divide dal punto di vista geomorfologico le Alpi Retiche occidentali da quelle meridionali ed è non solo un importante collegamento tra Valtellina e val Venosta, ma anche meta ambita di sciatori, escursionisti, ciclisti e motociclisti.

## Descrizione
La strada statale omonima che lo attraversa collega Bormio (valle del Braulio, Valtellina) con Prato allo Stelvio (valle di Trafoi, val Venosta), è asfaltata, a due corsie e carrozzabile, e conta ben ottantotto tornanti, di cui quarantotto sul versante altoatesino e quaranta su quello lombardo. Sul versante lombardo, a quota circa 2.500 m, la strada si collega col vicino Giogo di Santa Maria, valico che conduce in territorio svizzero (Canton Grigioni; sebbene la strada attraversi effettivamente un confine internazionale, non è presente alcuna dogana). Su tutti e tre i versanti, i due italiani e quello svizzero, il passo rimane chiuso stagionalmente tra novembre e maggio.
Dalla sommità del passo si diramano diversi percorsi escursionistici, tra cui il sentiero per la Cima Garibaldi (2843 m s.l.m.) e la strada sterrata che raggiunge il rifugio Pirovano (3020 m s.l.m.).

## Storia

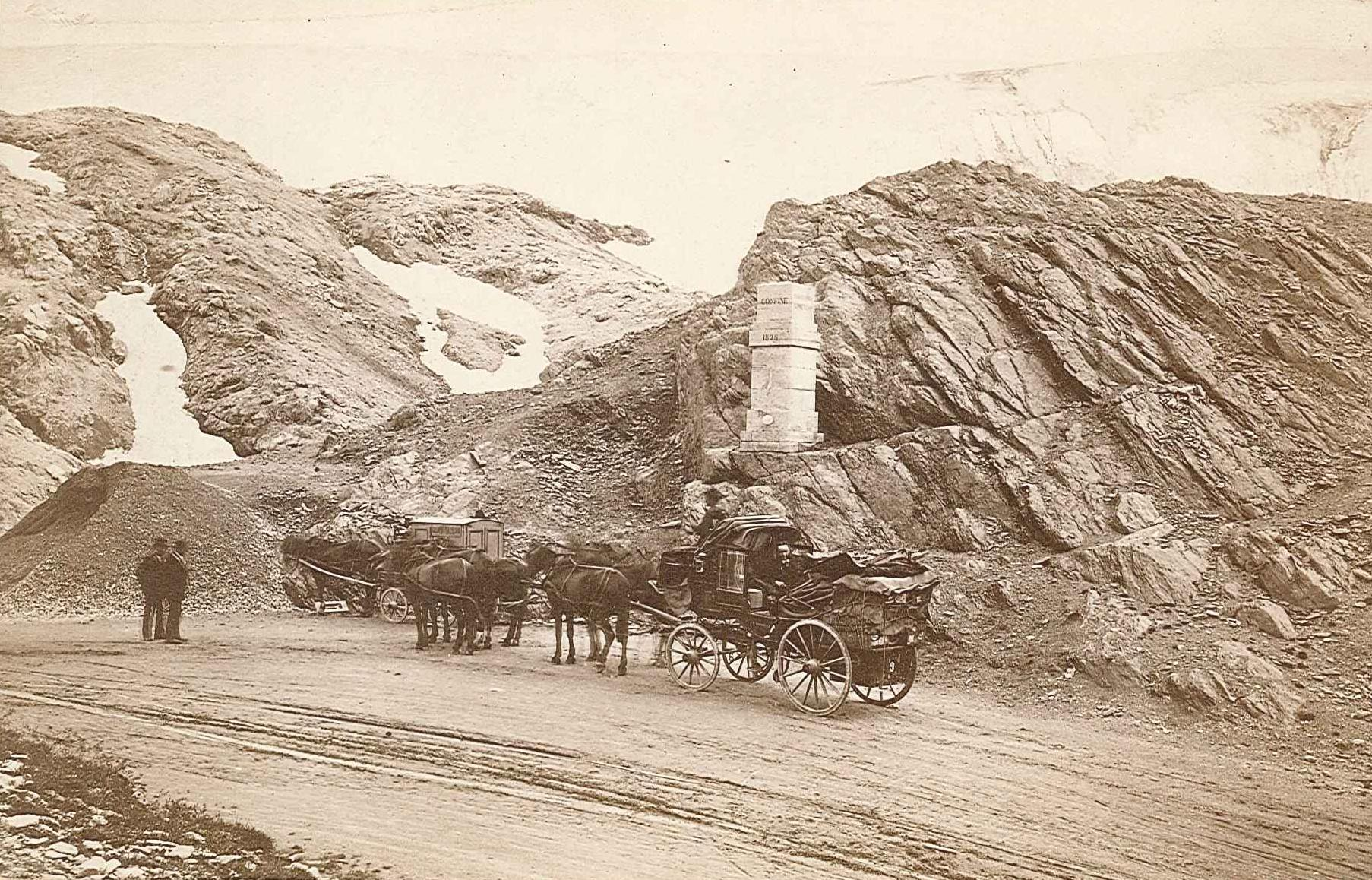
Una diligenza presso il passo nel 1881

All'inizio dell'Ottocento si era manifestata la necessità di realizzare una nuova strada, in sostituzione del preesistente sentiero, per collegare la Val Venosta direttamente con Milano (allora territorio austriaco) attraverso la Valtellina.
Il primo progetto fu proposto nel 1812 dall’ingegner Ferranti, che ipotizzò una strada larga 2,7 metri. Nel pieno delle guerre napoleoniche, la proposta non ebbe seguito. Nel 1818 l'imperatore Francesco II d'Asburgo affidò l'incarico all'ingegnere capo della provincia di Sondrio, Carlo Donegani, esperto d'ingegneria stradale d'alta montagna e già progettista della strada del passo dello Spluga. I lavori durarono 63 mesi, occupando fino a 2500 persone, e terminarono nel 1825 con una spesa complessiva di circa 2.901.000 fiorini. All'inaugurazione presenziò anche l'imperatore austriaco, e all'ingegner Donegani furono conferite diverse onorificenze.
Il valico era percorso durante tutto l'anno da un servizio di diligenze, rimasto operativo fino al 1915. Nei mesi invernali era necessario un grande lavoro da parte degli spalatori che sgomberavano la strada dalla neve. Nel 1859, con l'annessione della Lombardia al regno sabaudo, il valico divenne territorio di confine. Gli austriaci costruirono pertanto tre fortificazioni in vari punti della salita dal versante orientale: il forte Gomagoi, il forte Kleinboden e il forte Weisser Knott, facenti parte dello sbarramento Gomagoi.
Nei pressi del passo fu eretta invece la fortificazione Goldsee, di cui oggi rimangono solo i resti. All'epoca, il versante occidentale era percorso dalla strada nazionale 18. Durante la prima guerra mondiale il passo fu teatro di aspri scontri tra la fanteria austriaca e quella italiana.
Terminato il conflitto entrambi i versanti divennero italiani. Il valico perse gran parte del suo significato strategico di collegamento e ne fu quindi decisa la chiusura invernale.
Nel 1928, con la realizzazione della SS 38 dello Stelvio, l'intero tracciato venne consolidato, ampliato e asfaltato, realizzando una strada carrozzabile a doppio senso di marcia. Al valico è presente un museo sul tema della costruzione della strada. In anni recenti è stata più volte presa in considerazione l'ipotesi di introdurre un pedaggio al fine di investirne i ricavi per valorizzare il territorio, ma la proposta non è stata mai attuata.
Il 6 luglio 2025 si è festeggiato al passo dello Stelvio il bicentenario, molte le autorità presenti tra cui il sindaco di Bormio Silvia Cavazzi, il sindaco di Stelvio Franz Heinisch.

## Sci
A sud del passo dello Stelvio si trova il ghiacciaio del Livrio, che si estende da una quota di circa 2.800 m fino a circa 3.400 m. Sull'apparato glaciale sono tracciate diverse piste, sulle quali si pratica lo sci estivo durante i mesi di apertura del valico. È scelto spesso come sede di allenamento estivo da diverse nazionali di sci alpino. Si tratta dell'ultimo importante ghiacciaio interamente in territorio italiano rimasto sciabile anche d'estate, nonostante negli ultimi anni si siano fatte sempre più frequenti le chiusure per il ritiro del ghiaccio, che causa assenza di neve e presenza di crepacci.
Le piste si raggiungono dal parcheggio del passo con una prima funivia, che conduce al monte Trincerone (3.000 metri circa), e da qui con un altro moderno impianto (di costruzione Hölzl) che raggiunge il rifugio Livrio. Al ghiacciaio è possibile usufruire di quattro skilift che servono le piste Geister 1, Geister 2, Payer e Cristallo. 

### Storia

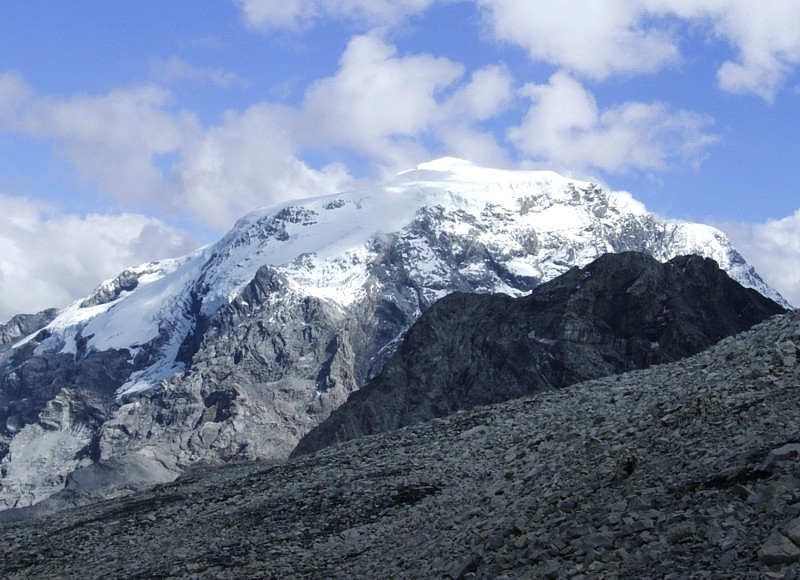
L'Ortles dal Passo dello Stelvio

L'idea di sfruttare il ghiacciaio del Livrio per praticare lo sci estivo venne nei primi anni 1930 al CAI di Bergamo, che costruì il rifugio Livrio accanto al ghiacciaio a una quota di 3.174 m per tenere i primi corsi di sci estivo e di arrampicata su ghiaccio. Dopo la seconda guerra mondiale lo Stelvio conobbe una notevole e crescente popolarità grazie all'idea di Giuseppe Pirovano e della moglie Giuliana Boerchio, i quali, all'inizio degli anni cinquanta, decisero l'apertura di una ben organizzata scuola di sci estivo sul ghiacciaio, dapprima utilizzando la Capanna Nagler, poi costruendo altri due moderni rifugi sul margine del ghiacciaio e uno nelle vicinanze del passo.
Dalla prima esperienza di Giuseppe Pirovano la situazione è molto cambiata, con l'apertura di numerosi alberghi e scuole di sci. La più rinomata rimane l'Università dello sci, fondata da Pirovano e di cui ancora porta il nome nonostante ora sia di proprietà della Banca Popolare di Sondrio, che sul passo ha installato anche lo sportello bancario più alto d'Europa. Nel 1992 la località ospitò anche alcune tappe della coppa del mondo di chilometro lanciato, disputate su una pista tracciata per l'occasione sul Monte Scorluzzo.

## Ciclismo

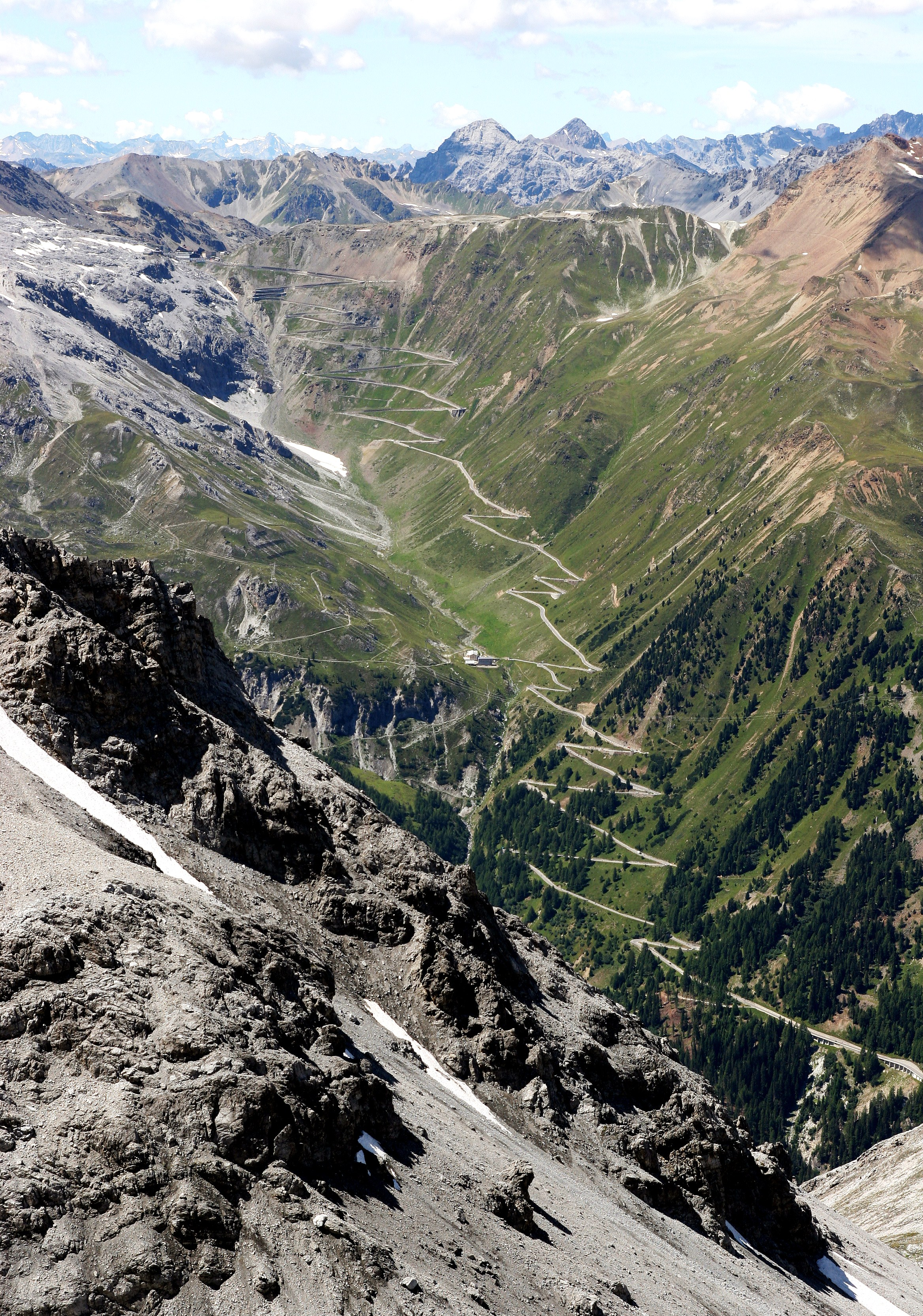
Il versante altoatesino del passo, con la tortuosa strada che lo risale

Il passo dello Stelvio è una salita storica del ciclismo, è stata infatti percorsa dal Giro d'Italia molte volte ed è spesso stata teatro delle imprese di grandi campioni. È classificabile come una salita alpina lunga e dal grande dislivello, dalla quota massima molto elevata, con la conseguente rarefazione dell'aria che complica ulteriormente la scalata. Presenta pendenze di media difficoltà, ed è estremamente affascinante e impegnativa da tutti e tre i versanti (italiani e svizzero).
Il più difficile dei tre è quello altoatesino che, a partire da Prato allo Stelvio (907 m s.l.m.), sale per quasi 25 km con pendenze via via crescenti fino al 12% nell'ultimo chilometro. La prima parte della salita (primi 8 km) è la più pedalabile con pendenze molto lievi, intorno al 5%. Una volta superato poi il bivio per Solda dopo un falsopiano, incominciano i 48 tornanti con pendenze medie intorno all'8-9%. Si prosegue dunque regolari passando per Trafoi e salendo fino al passo con gli ultimi chilometri un po' più duri dei precedenti. La pendenza media è del 7,5%, la massima del 12% per un dislivello complessivo di 1851 m.
Dal versante lombardo la salita incomincia da Bormio (1225 m s.l.m.). Lunga circa 21,5 km e con 40 tornanti, la strada sale regolare per 15 km fino a raggiungere il Pian di Grembo (circa 2400 metri di quota) un tratto di circa un chilometro con pendenze più modeste, dov’è anche situato il Sacrario militare dello Stelvio inaugurato nel 1932. Gli ultimi 3 km sono i più duri, e si attestano mediamente intorno all'8%. La pendenza media complessiva è del 7,1%, la massima del 12% (tra il km 10 e il km 11 a circa 2000 metri di altitudine) per un dislivello complessivo di 1533 metri.

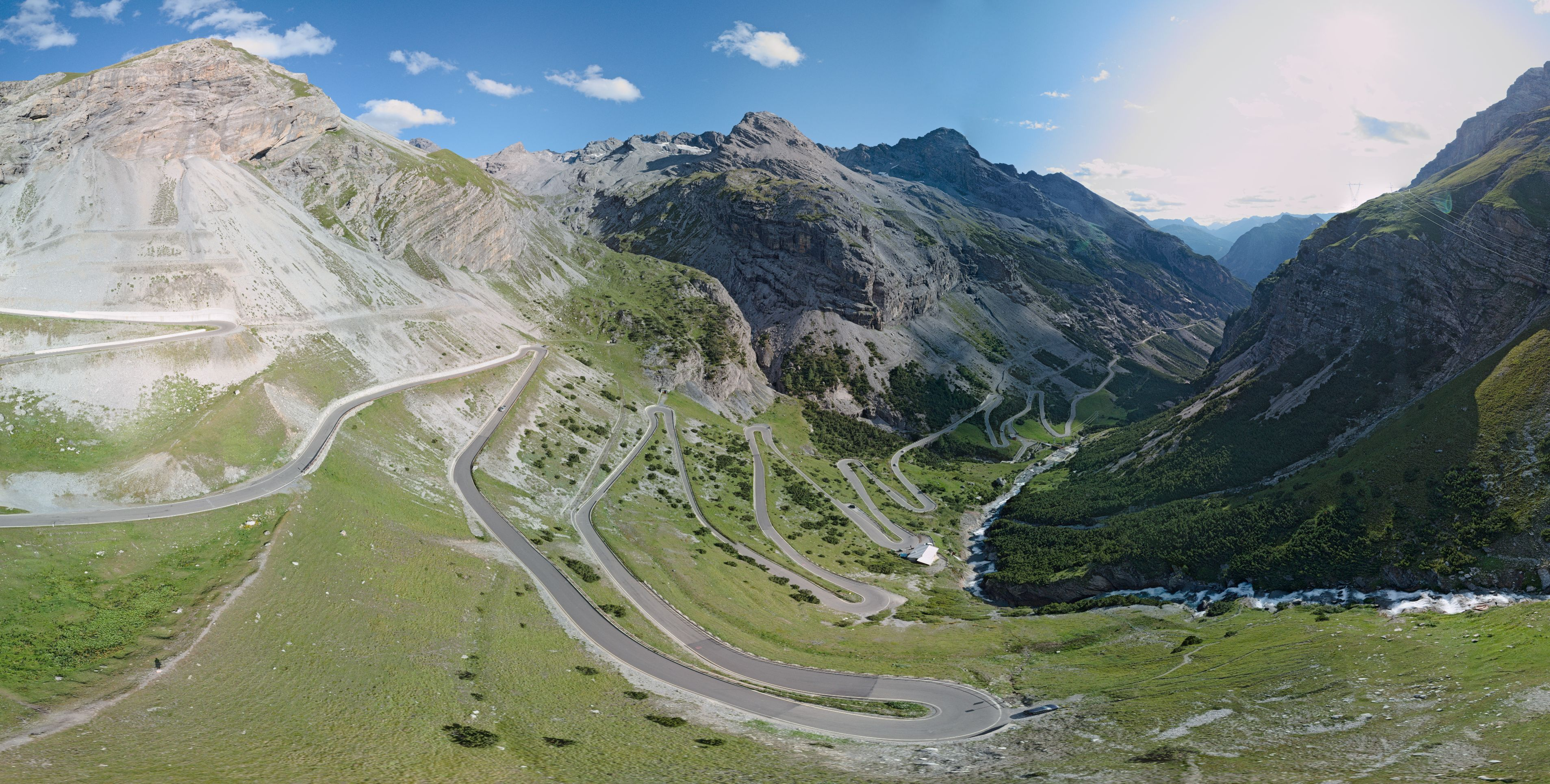
I tornanti della strada del versante valtellinese

Il terzo accesso al passo è il più breve dei tre; l'ascesa parte da Santa Maria Val Monastero (1375 m s.l.m.), nel comune svizzero di Val Müstair e corre in buona parte in territorio elvetico, per poi ricongiungersi presso il Passo dell'Umbrail (2503 m s.l.m.) al versante di Bormio, a circa 3 km dalla vetta dello Stelvio. La strada che porta fino al valico italo-svizzero è lunga circa 13 km, si presenta stretta e pendente, con punte fino al 12% con un dislivello che supera i 1.100 metri, a cui si aggiungono poi i 250 metri finali in territorio italiano per un totale di quasi 1.400 metri. Dal 2015 sono stati asfaltati i 2,5 km finali. 
Ogni anno vengono organizzate due gare ciclistiche per amatori sulle strade del passo dello Stelvio:
- a inizio di luglio l'US Bormiese[14] organizza una gara sul versante valtellinese con partenza da Bormio;
- a metà luglio L'ARSV Vinschgau[15] organizza una gara sul versante altoatesino con partenza da Prato allo Stelvio.

Dal 2022 è anche sede d'arrivo della granfondo Duomo-Stelvio, una corsa non competitiva che parte appunto dal Duomo di Milano e si conclude in cima al passo.

### Giro d'Italia

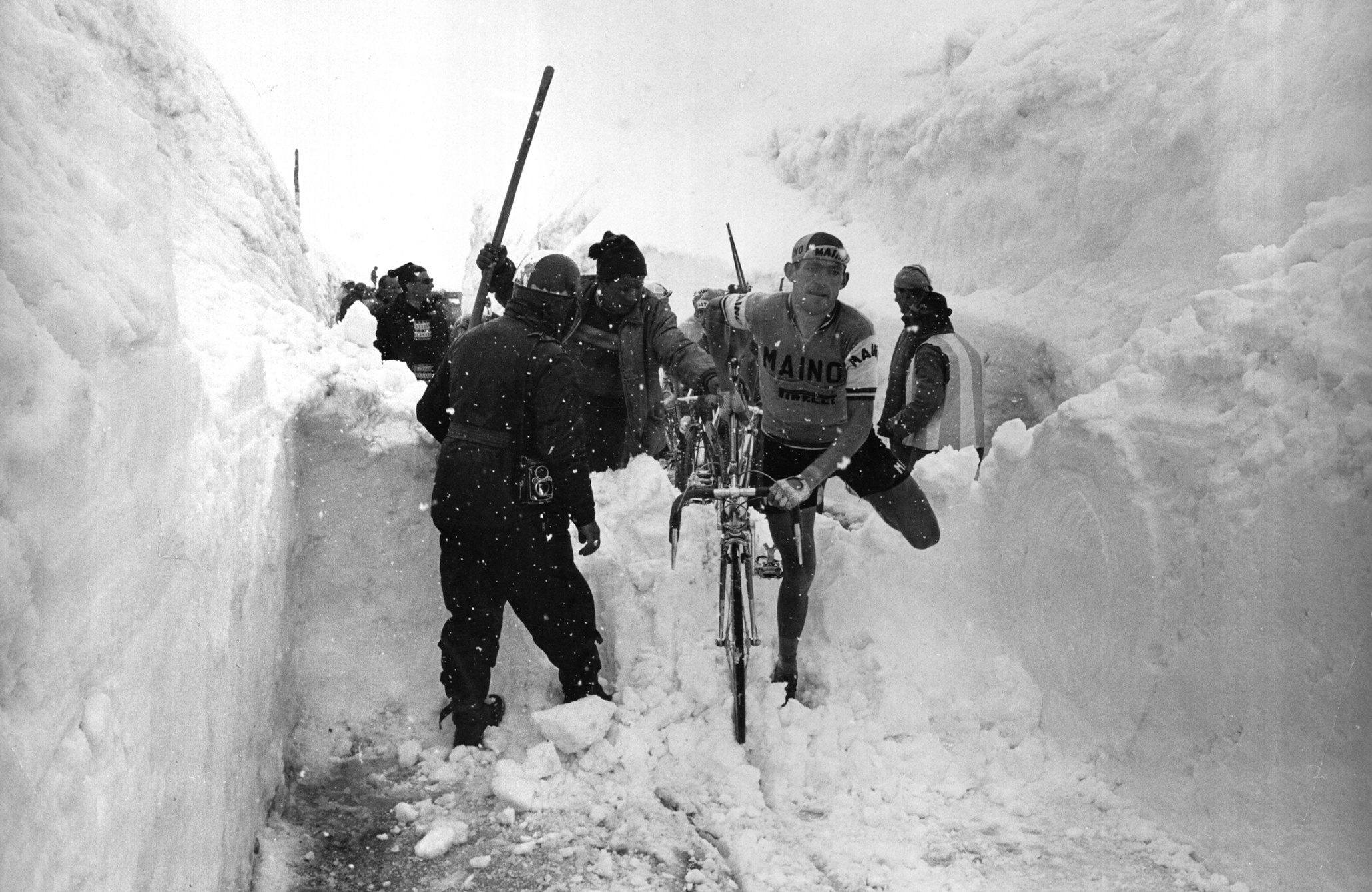
Aldo Moser passa tra i muri di neve dello Stelvio durante il Giro d'Italia 1965

La corsa rosa ha affrontato il Passo dello Stelvio complessivamente 13 volte, 8 dal lato altoatesino e 5 da quello valtellinese, e in 4 occasioni l'arrivo di tappa è stato posto in cima al valico. Dal 1965 lo Stelvio è stato "Cima Coppi" in ogni edizione in cui il Giro vi ha transitato, essendo il punto più alto toccato dalla corsa. L'inserimento del passo nel percorso del Giro presenta sempre qualche rischio logistico: a fine maggio/inizio giugno le condizioni meteorologiche sulle Alpi non sono ancora pienamente stabilizzate e perciò sono ancora possibili delle nevicate, con conseguente rischio di deviazione o annullamento della tappa.
Il valico è entrato nel mondo del ciclismo nel 1953, quando è stato inserito per la prima volta nel tracciato del Giro d'Italia. In quell'occasione lo Stelvio è stato teatro di una delle ultime grandi imprese di Fausto Coppi: nella penultima tappa, da Bolzano a Bormio, il campione ormai trentaquattrenne staccò il leader della classifica, lo svizzero Hugo Koblet, conquistò la maglia rosa e vinse il suo quinto e ultimo Giro. Nell'edizione del 1975 vi fu posto l'arrivo dell'ultima tappa, e si assistette a un appassionante duello tra Fausto Bertoglio, leader della classifica, e lo spagnolo Francisco Galdós che lo seguiva a soli 40" di distacco. Galdós tentò in tutti i modi di staccare Bertoglio, ma dovette accontentarsi della vittoria di tappa: i filmati mostrano l'insolita scena del vincitore che taglia il traguardo a capo chino, mentre il secondo dietro di lui esulta e festeggia a braccia alzate. 

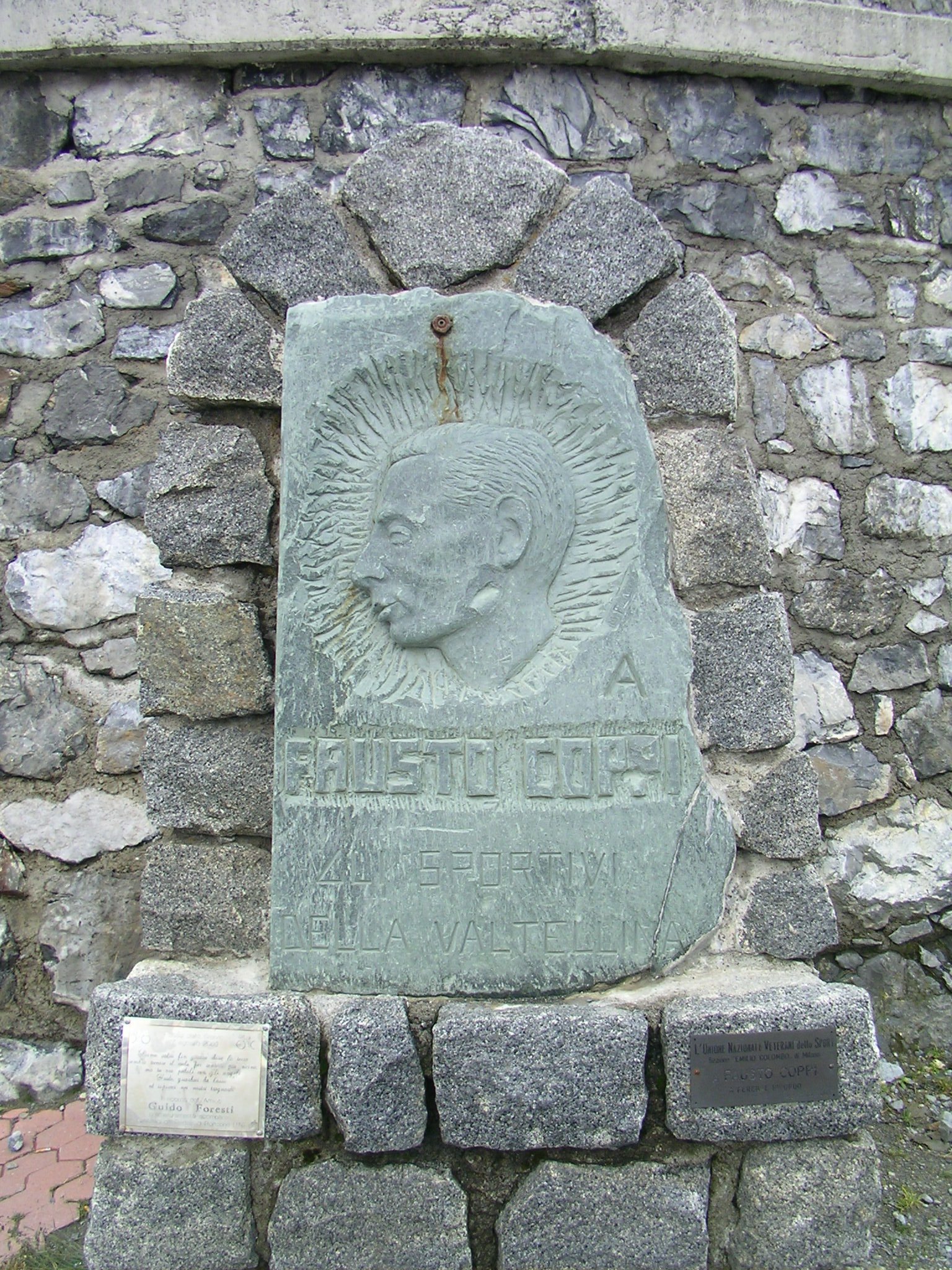
Stele in onore di Fausto Coppi posta al valico

Nel Giro d'Italia 2012 il valico, scalato dal versante lombardo, è stato nuovamente arrivo di tappa e ha visto la vittoria finale del belga Thomas De Gendt. Il transito sul passo era previsto, con salita affrontata dal lato di Bormio, nella 19ª tappa del Giro d'Italia 2013 (Ponte di Legno-Val Martello) assieme al passo di Gavia, ma a causa delle avverse condizioni meteorologiche i due passaggi sono stati annullati e la tappa fu prima modificata in più punti e poi definitivamente annullata. La medesima frazione è stata riproposta per il Giro d'Italia 2014 seppur in condizioni climatiche difficili (neve durante il passaggio in vetta), e ha visto transitare per primo in vetta Dario Cataldo.
Nel Giro d'Italia 2017 lo Stelvio viene affrontato di nuovo dal lato valtellinese durante la sedicesima tappa da Rovetta a Bormio; il primo a transitare in vetta fu lo spagnolo Mikel Landa del team Sky. La tappa venne poi vinta da Vincenzo Nibali. In quella stessa frazione si è poi scalato per la prima volta il vicino Passo dell'Umbrail dal versante svizzero. Nel 2020 si affronta il versante altoatesino per la prima volta dopo 15 anni, nella 18ª tappa che termina in salita ai laghi di Cancano; nell'occasione il primo in vetta è stato Rohan Dennis. Di seguito si riportano le edizioni del Giro che hanno affrontato il Passo dello Stelvio, con i corridori che vi sono transitati per primi. Il passo sarebbe dovuto tornare nell'edizione 2024, durante la quale i corridori lo avrebbero scalato nella sedicesima tappa dal versante di Bormio, ma a causa del rischio valanghe l’organizzazione ha deciso di deviare la tappa facendola passare per la Val Müstair, tramite il Passo dell'Umbrail.
| Anno | Tappa | Partenza > arrivo              | km  | Primo in vetta       | Versante scalato |
| ---- | ----- | ------------------------------ | --- | -------------------- | ---------------- |
| 1953 | 20ª   | Bolzano > Bormio               | 125 | Fausto Coppi         | Altoatesino      |
| 1956 | 20ª   | Sondrio > Merano               | 163 | Aurelio Del Rio      | Lombardo         |
| 1961 | 20ª   | Trento > Bormio                | 275 | Charly Gaul          | Altoatesino      |
| 1965 | 20ª   | Madesimo > Passo dello Stelvio | 160 | Graziano Battistini  | Lombardo         |
| 1972 | 17ª   | Livigno > Passo dello Stelvio  | 88  | José Manuel Fuente   | Altoatesino      |
| 1975 | 21ª   | Alleghe > Passo dello Stelvio  | 186 | Francisco Galdós     | Altoatesino      |
| 1980 | 20ª   | Cles > Sondrio                 | 221 | Jean-René Bernaudeau | Altoatesino      |
| 1994 | 15ª   | Merano > Aprica                | 188 | Franco Vona          | Altoatesino      |
| 2005 | 14ª   | Egna > Livigno                 | 210 | José Rujano          | Altoatesino      |
| 2012 | 20ª   | Caldes > Passo dello Stelvio   | 219 | Thomas De Gendt      | Lombardo         |
| 2014 | 16ª   | Ponte di Legno > Val Martello  | 139 | Dario Cataldo        | Lombardo         |
| 2017 | 16ª   | Rovetta > Bormio               | 222 | Vincenzo Nibali      | Lombardo         |
| 2020 | 18ª   | Pinzolo > Laghi di Cancano     | 209 | Rohan Dennis         | Altoatesino      |

### Giro Rosa
Il Giro Rosa, il giro d'Italia femminile, ha inserito lo Stelvio nel suo percorso per la prima volta nel 2010, quando è stato traguardo di una tappa che ha visto prevalere la statunitense Mara Abbott.

### Giornata della Bicicletta

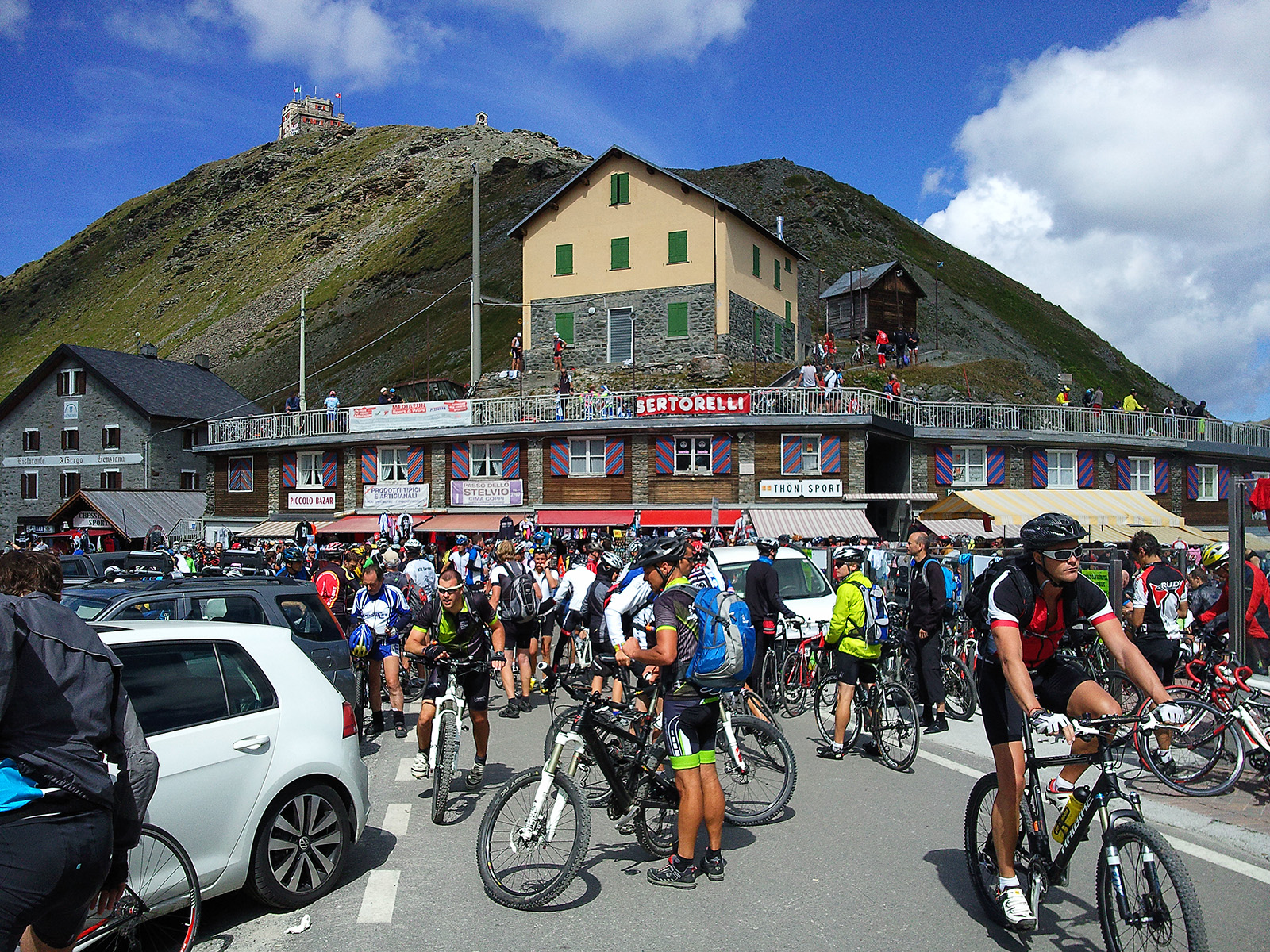
Giornata della Bicicletta 2013

A cominciare con il 2001, ogni anno, l'ultimo sabato di agosto o il primo di settembre, l'amministrazione del Parco nazionale dello Stelvio organizza la Giornata della Bicicletta. In quel giorno, le strade che da Bormio e da Prato allo Stelvio salgono al passo, come pure la strada da Santa Maria Val Müstair al Giogo di Santa Maria sono interdette al traffico non ciclistico. In media 12.000 ciclisti partecipano alla giornata, la maggioranza dei quali raggiunge il passo salendo da Prato allo Stelvio e torna in Val Venosta scendendo dalla Val Müstair.

## Corsa
Dal 2017 il Passo dello Stelvio è punto di arrivo della Stelvio Marathon, gara podistica organizzata in Val Rendena. 

### Approfondimenti
1. ↑  Con una strada asfaltata carrozzabile che raggiunge i 2.748 metri s.l.m.
2. ↑  Intendendo per valico un passo montano raggiunto da una strada carrozzabile asfaltata aperta al traffico privato che unisca i due versanti del passo stesso e che quindi non sia «a fondo cieco». Il colle del Sommeiller posto a 3.009 metri di altitudine è il passo più alto raggiunto da una carrozzabile, ma soltanto dal versante italiano; inoltre vi è anche il passo del Pico del Veleta, sulla Sierra Nevada, in Spagna. Tuttavia anch'essa è «a fondo cieco» e il traffico privato su questa strada è limitato ai 2.500 metri di altitudine.
3. ↑  Dal colle della Bonette parte una strada asfaltata carrozzabile che raggiunge i 2.802 metri s.l.m. Esso è considerato il più alto punto di circolazione automobilistica in tutte le Alpi. Tuttavia il valico vero e proprio è situato a 2.715 metri.

### Fonti
1. ↑  La Strada dello Stelvio, su bormio3.it
2. ↑   Bollettino della Società geografica italiana, vol. 62, The Society, 1925.
3. ↑  Forte di Gomagoi, su trentinograndeguerra.it
4. ↑   Direzione generale di ponti e strade, Relazione sulla viabilità ordinaria, Unione cooperativa editrice, 1905,  p. 17.
5. ↑   Stelvio, in arrivo il pedaggio da 20 euro, in Alto Adige. URL consultato il 24 gennaio 2018.
6. ↑   ✨ 200 anni di Passo Stelvio ✨ | Matteo Compagnoni, su it.linkedin.com. URL consultato il 9 luglio 2025.
7. 1 2   Adnkronos, SCI: DAL 26 I MONDIALI DEL CHILOMETRO LANCIATO, su Adnkronos, 6 maggio 1992. URL consultato il 17 marzo 2025.
8. ↑   Adnkronos, SCI: SULLA PISTA DELLO STELVIO ULTIMA PROVA DI VELOCITA', su Adnkronos, 11 maggio 1993. URL consultato il 17 marzo 2025.
9. ↑  In realtà l'aria tende a rarefarsi sensibilmente prima dei 4.500 metri e la percentuale di ossigeno diminuisce di molto poco; ciò che avviene invece è la diminuzione della pressione atmosferica che obbliga a un maggiore sforzo polmonare per incamerare l'ossigeno.
10. ↑   Salita Passo dello Stelvio da Trafoi, su salitomania.it.
11. ↑   Giro d’Italia 2017, anteprima tappa 16 (Rovetta-Bormio) (JPG), su static2.giroditalia.it.
12. ↑   Salita Passo dello Stelvio da Bormio, su bormio3.it.
13. ↑   Salita Passo dello Stelvio versante svizzero, su bicigiri.it (archiviato dall'url originale il 9 luglio 2013).
14. ↑  gara ciclistica sul versante valtellinese Archiviato il 16 giugno 2009 in Internet Archive.
15. ↑  (DE) Deutsch, su ARSV VINSCHGAU. URL consultato il 17 marzo 2025.
16. ↑  Le tappe del Giro d'Italia: planimetria e altimetria[collegamento interrotto]
17. ↑   Giro d'Italia 2013, 19a tappa: saltano Gavia e Stelvio, su Il Sole 24 ORE. URL consultato il 17 marzo 2025.
18. ↑   Passo dello Stelvio, dove osano le aquile, su it.eurosport.com.
19. ↑  (DE) Radtag Stilfserjoch erlebt am, su der Vinschger, 25 agosto 2005. URL consultato il 17 marzo 2025.
20. ↑   Giornata della Bicicletta, su parconazionale-stelvio.it.